# 香宗我部親氏
香宗我部 親氏（こうそかべ ちかうじ）は、安土桃山時代の武将。長宗我部氏の家臣。香宗我部親泰の嫡男。幼名は千菊丸。通称は左近・弥七郎、内記。弟に貞親。
長宗我部元親の甥にあたる。当時、長宗我部氏は元親の嫡男・信親が戦死し、その後継者問題によって一族の主だった者が粛清されており、既に老齢であった元親・親泰兄弟や幼少である後継者・盛親の代理を親氏が行うことが多かった。

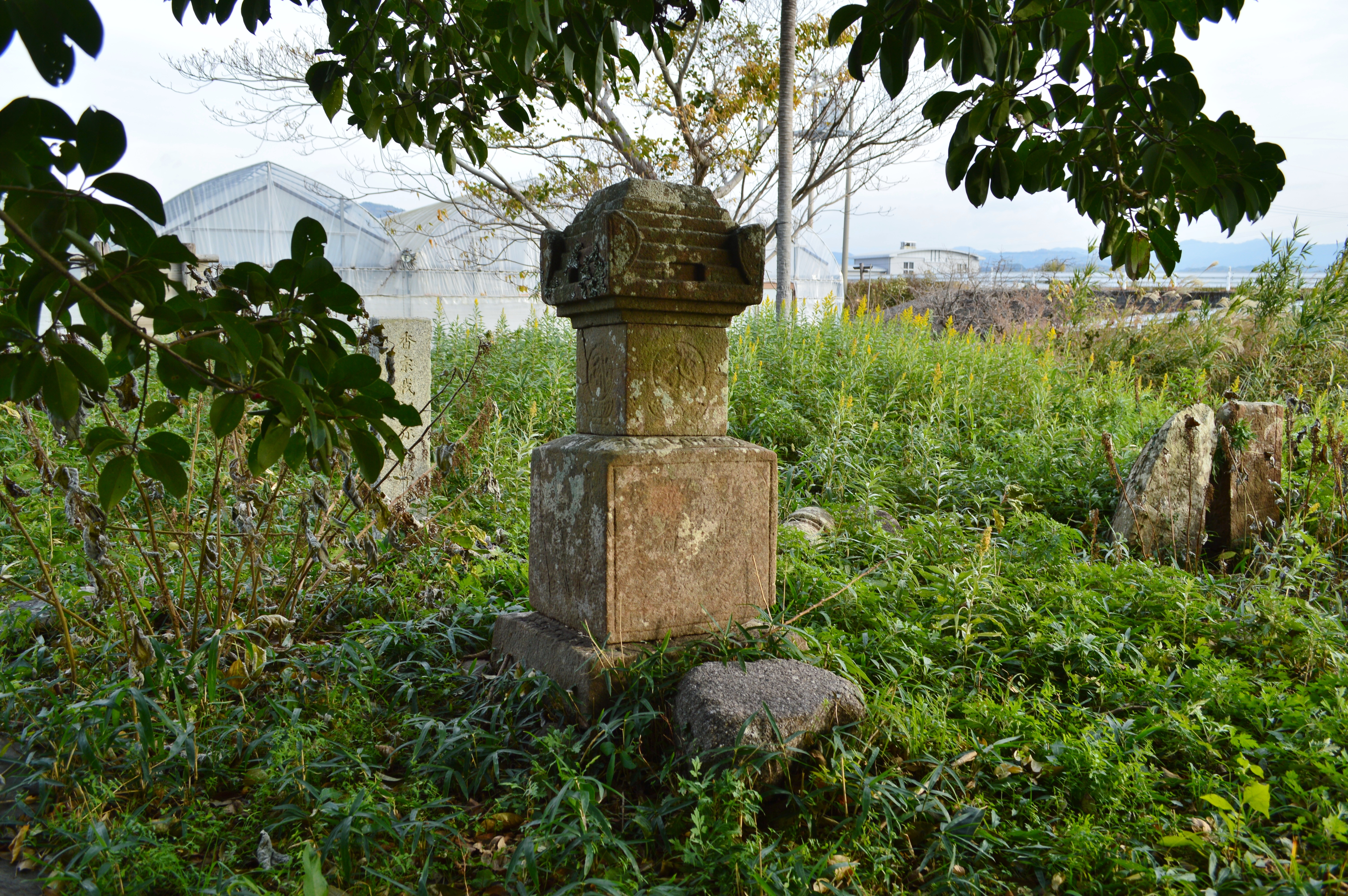
香宗我部親泰墓
（高知県香南市の宝鏡寺跡）

朝鮮出兵でも元親の代理で出陣して熊川の海戦で李舜臣ら朝鮮海軍と交戦するも、間もなく文禄元年（1592年）11月24日に21歳で病死（戦死とも）した。